# Antônio Patiño
Antônio Patiño (Santos, 14 de outubro de 1929 – Rio de Janeiro, 1 de setembro de 2014) foi um ator e dublador brasileiro.

## Biografia
Começou sua carreira como ator em 1959 no filme Um Caso de Polícia. já em 1969 na TV Tupi passou a atuar em novelas, além delas também participou dos Teleteatros da mesma nos anos de 1960.
Faleceu em 1 de setembro de 2014, aos 84 anos em decorrência de uma insuficiência renal. Durante vários anos passou por diversos problemas de saúde, chegando a fazer hemodiálise.

### Dublagem
Ingressou na dublagem na década de 60, passando por diversos estúdios como TV Cinesom, Cinecastro, Dublasom Guanabara, Hebert Richers, sendo este último o que mais gravou produções. Na dublagem foi a voz do Tio Patinhas na versão carioca de DuckTales: Os Caçadores de Aventuras, Sr. Cabeça de Batata no primeiro longa de Toy Story e Mario em algumas produções dos anos 80 e 90

## Trabalhos

### Dublagens
| Ator/Personagem                    | Produção                                              |
| ---------------------------------- | ----------------------------------------------------- |
| (Cinemapax)                        | "Astérix entre os Bretões" (Astérix chez les Bretons) |
| Alan Young (Tio Patinhas)          | DuckTales: Os Caçadores de Aventuras                  |
| Don Rickles (Sr. Cabeça de Batata) | Toy Story                                             |
| Lou Albano (Mario)                 | The Super Mario Bros. Super Show!                     |
| Allan Trautman (Sr. Lagarto)       | Família Dinossauros                                   |

### Televisão
| Ano  | Título                | Papel                              |
| ---- | --------------------- | ---------------------------------- |
| 1965 | 22-2000 Cidade Aberta |                                    |
| 1969 | A Última Valsa        | Teodósio                           |
| 1972 | Selva de Pedra        | juiz no julgamento de Cristiano    |
| 1973 | O Semideus            | Horácio Figueira                   |
| 1974 | Corrida do Ouro       | André                              |
| 1975 | Bravo!                | Joseph Laurrier                    |
| 1976 | Estúpido Cupido       | Padre Batista                      |
| 1977 | Dona Xepa             | Raul Camargo                       |
| 1977 | Sinhazinha Flô        | Moirão                             |
| 1978 | Maria, Maria          | Braço Forte                        |
| 1978 | Gina                  | Pepito                             |
| 1978 | Dancin' Days          |                                    |
| 1978 | Pecado rasgado        | Honório                            |
| 1980 | Água Viva             | Delegado de polícia                |
| 1980 | Marina                | Otávio                             |
| 1981 | O Amor É Nosso        | Rogério Gusmão                     |
| 1982 | Os Trapalhões         | Vários personagens                 |
| 1982 | Sétimo Sentido        | Dr.Túlio                           |
| 1984 | Amor com Amor Se Paga | Dr. Miranda (obstetra de Rosemary) |

### Cinema
| Ano  | Título                              |
| ---- | ----------------------------------- |
| 1966 | Paraíba, Vida e Morte de um Bandido |
| 1970 | Memórias de um Gigolô               |
| 1971 | André, a Cara e a Coragem           |
| 1972 | Independência ou Morte              |